# 鸿山街道
31°29′27″N 120°29′31″E / 31.49086°N 120.49205°E
鸿山街道，是中华人民共和国江苏省无锡市新吴区下辖的一个乡镇级行政单位。

## 行政区划
鸿山街道下辖以下地区：
后宅社区、鸿声社区、大坊桥社区、南塘社区、东塘街社区、七房桥社区、鸿新社区、鸿西社区、鸿运苑社区、鸿泰苑社区、梁鸿村、后中村、建新村、大新村、马桥村、鸿声村和鸿山村。